# Molekülrotation
Als Molekülrotation wird die Drehung von Molekülen um ihren Schwerpunkt verstanden.
Diese Rotationen können in allen Molekülen auftreten, jedoch haben sie bei linearen und nichtlinearen Molekülen unterschiedliche Auswirkungen. Sie können über die Zufuhr von Energie angeregt werden, beispielsweise durch Wärme. Molekülrotationen haben unter anderem Bedeutung als Modell in der Infrarotspektroskopie und Mikrowellenspektroskopie.

## Einfluss auf Stoffeigenschaften
Molekülrotationen bilden zusammen mit Molekülschwingungen und Molekültranslation die Freiheitsgrade eines Moleküls, die Einfluss auf thermodynamische Größen eines Stoffes haben.
So bestimmt die Molekülrotation zum Beispiel die innere Energie, Entropie und Wärmekapazität eines Stoffes mit. Diese Eigenschaften können auch mit Hilfe der statistischen Thermodynamik berechnet werden. Die Rotationsentropie kann unter anderem über die Rotationszustandssumme ermittelt werden.

## Anregung durch Wärme
Nach der Boltzmann-Statistik sind bei höheren Temperaturen mehr Rotationszustände angeregt als bei niedrigeren.
Bei niedrigen Temperaturen können die Rotationen von Molekülen (oder eines Teils davon) auch eingefroren sein. Dies konnte mittels Rastertunnelmikroskopie direkt sichtbar gemacht werden, wobei die Stabilisierung bei höheren Temperaturen mit der Rotationsentropie erklärt werden konnte.

## Direkte Beobachtung
Lange Zeit konnten Molekülrotationen nicht direkt beobachtet werden. Erst Messtechniken mit atomarer Auflösung ermöglichten es, die Rotation eines einzelnen Moleküls nachzuweisen.
So konnte beispielsweise die Rotationen eines an einer Cu(100)-Oberfläche adsorbierten Hexa-(tert-butyl)decacyclen-Moleküls mittels Rastertunnelmikroskopie näherungsweise direkt im Ortsraum beobachtet werden. Dabei war das rotierende Molekül nur unscharf abzubilden, da es durch die Rotation nicht in Phase war.

## Allgemeine Lehrbücher
- P. W. Atkins: Physikalische Chemie. Wiley-VCH, 2006, ISBN 978-3-527-31546-8.
- G. Wedler: Lehrbuch der Physikalischen Chemie. Wiley-VCH, 2004, ISBN 3-527-31066-5.
- T. Engel, P. Reid: Physikalische Chemie. Pearson Studium, 2006, ISBN 978-3-8273-7200-0